# Limnophora vicaria
Limnophora vicaria este o specie de muște din genul Limnophora, familia Muscidae. A fost descrisă pentru prima dată de Walker în anul 1853. Conform Catalogue of Life specia Limnophora vicaria nu are subspecii cunoscute.